# Емих XIV фон Лайнинген-Дагсбург-Емихсбург
Емих XIV фон Лайнинген-Дагсбург-Емихсбург (на немски: Emich XIV von Leiningen-Dagsburg-Emichsburg; * 6 февруари 1649; † 12 декември 1684) е граф на Лайнинген-Дагсбург-Емихсбург.
Той е големият син на граф Фридрих Емих фон Лайнинген-Дагсбург-Харденбург (1621 – 1698) и съпругата му графиня Сибила фон Валдек-Вилдунген (1619 – 1678), дъщеря на граф Кристиан фон Валдек-Вилдунген (1585 – 1637) и графиня Елизабет фон Насау-Зиген (1584 – 1661). Брат е на Йохан Фридрих (1661 – 1722), граф на Лайнинген-Дагсбург-Харденбург.

## Фамилия
Емих XIV се жени на 24 февруари 1676 г. в Карлсбург, Дурлах за маркграфиня Шарлота София фон Баден-Дурлах (* 13 септември 1652 в Карлсбург; † 18 януари 1678 в Карлсбург), дъщеря на маркграф Карл Магнус фон Баден-Дурлах (1621 – 1658) и Мария Юлиана фон Хоенлое-Шилингсфюрст (1622 – 1675). Те имат един син, който умира като бебе:
- Карл Фридрих (1677 – 1678)

Емих XIV се жени втори път на 7 ноември 1678 г. в Бокенхайм, Франкфурт на Майн за пфалцграфиня Елизабет Кристина фон Цвайбрюкен-Ландсберг (* 27 октомври 1656 в Ландсберг; † 25 февруари или 29 август 1707 в Райхтерсвалде, Източна Прусия), дъщеря на пфалцграф Фридрих Лудвиг фон Цвайбрюкен-Ландсберг, херцог на Пфалц-Цвайбрюкен (1619 – 1681) и пфалцграфиня Юлиана Магдалена фон Цвайбрюкен (1621 – 1672). Те имат децата:
- Фридерика Елизабет (1681 – 1717), омъжена на 27 ноември 1707 г. във Вайлбург за княз Волфганг Ернст I фон Изенбург-Бюдинген в Бирщайн (1686 – 1754)
- Юлиана Сибила (1683 – 1683)
- Елизабет

Вдовицата му Елизабет Кристина се омъжва на 22 декември 1692 г. за граф Кристоф Фридрих фон Дона-Лаук, бургграф и граф цу Дона-Райхертсвалд (1652 – 1734).